# Grochowiska Szlacheckie (przystanek kolejowy)
Grochowiska Szlacheckie – nieczynny wąskotorowy przystanek kolejowy w Grochowiskach Szlacheckich, w powiecie żnińskim, w województwie kujawsko-pomorskim.